# 1991年泰国军事政变
1991年泰國軍事政變，是泰国皇家军队以推翻當時泰國首相差猜·春哈旺而發動的军事政變。

## 背景
差猜·春哈旺上任後頗積極推動民主，將決策功能由公務員和軍人移至民選的從政者。當時政治人物根據憲法精神要求軍方下放權力，是軍人發動政變的緣由。
起初政變期間沒有流血，成功推翻了差猜·春哈旺、憲法和國會。事實上，當時許多人都樂於見到一個貪污的政府被推翻，然而很快泰國人民就知道軍方並不願意恢復原來政制，甚至回歸軍事統治。雖然新政府由商人領導，但民間依然要求重新建立憲法權力，傳媒也普遍支持這種要求。惟軍方卻並不打算回應，很快就在政府中安插了他們選擇的首相——蘇欽達將軍，又重寫了憲法，令公務員和軍人獲得莫大權力。

### 政變後續
1992年，泰國人民又上街遊行，抗議軍方統治。這是一個完全和平的遊行，然而軍方卻用武力鎮壓，並把他們定性為共產黨員。連續五天，整個曼谷都陷入一片混亂，泰國軍方甚至開槍掃射，不少醫護人員也告傷亡。不過幸運的是，混亂高峰過後雙方讓步，首相蘇欽達和示威人士領袖雙雙跪在泰王面前，承諾平息風波，示威始告結束，新的選舉和憲法也得到恢復。
由於重大傷亡的責任問題軍方飽受指責，很多學者認為這是泰國軍方淡出泰國政治舞台之始，但15年後，泰國又發生了另一起推翻他信的軍事政變，詳見2006年泰國軍事政變。其後2014年繼續政變，使得民主之路十分坎坷。